# Jacques Georges
Jacques Georges (Saint-Maurice-sur-Moselle, 30 de maio de 1916 - Saint-Maurice-sur-Moselle, 25 de fevereiro de 2004) foi um gestor desportivo francês, antigo presidente da Federação Francesa de Futebol e da Associação Europeia de Futebol.

## Carreira
Jacques Georges formou-se na Universidade HEC Paris. Começou a sua carreira como gestor desportivo no FC Nancy, depois foi presidente de uma liga regional (Lorena) entre 1959 e 1972.
Em 1969, foi eleito presidente da Federação Francesa de Futebol, mantendo-se no cargo até 1972.
Foi membro do Comité Executivo da UEFA entre 1972 e 1976, tendo depois sido vice-presidente até 1983, altura em que assumiu a presidência após a morte de Artemio Franchi, tendo o seu cargo sido confirmado duas vezes. A tragédia de Heysel ocorreu durante a sua presidência, quando 39 adeptos perderam a vida antes da final do Campeonato Europeu de 1984-85. A UEFA proibiu então os clubes ingleses de participarem na Taça dos Campeões Europeus por tempo indeterminado, o que foi suspenso em 1990.
Em 1990, tornou-se presidente honorário da UEFA e cedeu o seu lugar ao sueco Lennart Johansson. Entre novembro de 1993 e fevereiro de 1994, voltou a ser presidente da Federação Francesa de Futebol, desempenhando um papel significativo na conquista do direito de acolher o Campeonato do Mundo de 1998 pela França.
Entre 1983 e 1994, ocupou o cargo de vice-presidente da FIFA e presidiu ao Comité Financeiro e ao Comité Técnico.
Morreu em fevereiro de 2004, aos 87 anos.